# 路上観察学会
路上観察学会（ろじょうかんさつがっかい）とは、路上に隠れる建物（もしくはその一部）・看板・張り紙など、通常は景観とは見做されないものを観察・鑑賞する団体。

## 概要
1986年（昭和61年）設立。学会を名乗っているが学会的運営をされていたわけではなく、実質的には筑摩書房の編集者松田哲夫の企画により赤瀬川原平を中心に据えた、文筆家・美術家・漫画家・特異な収集家を本の出版に合せてまとめた集団である。「路上観察学会」は1986年に筑摩書房の本「路上観察学入門」の発売に合わせて東京一ツ橋の学士会館で結成発表会を行いマスコミ関係者を集めて質疑応答などをした。この時の様子は、参加したとり・みきが著書「愛のさかあがり」に、エッセイ漫画の形で書き残している。
「路上観察学入門」の著者は以下のグループに大別できる。
1. 超芸術トマソンで知られる赤瀬川原平。およびその弟子筋(美学校「考現学教室」「絵文字工房」生徒)や、影響下の人脈という無名人を含むグループ（松田哲夫、南伸坊、飯村昭彦、鈴木剛、田中ちひろ、森伸之）。
2. 東京建築探偵団として活動していた東京大学生産技術研究所助教授(当時)、建築史研究の藤森照信。
3. マンホールの蓋の本で世に現れた観察収集家林丈二、 建築破片の収集家一木努というそれまで世間にはあまり存在の知られていなかった収集家・観察家。
4. 博物学研究の荒俣宏、評論家四方田犬彦、漫画家とり・みき、元漫画家・江戸風俗研究家杉浦日向子、など有名作家のグループ。

結成発表終了後学士会館前でモーニングを着用したメンバーが整列をして写真撮影を行なった。なおこのメンバー全員が集まったのはこの時だけである。以降のマスコミ、出版物、地方イベント出演のさいは松田、赤瀬川、藤森というメンバーを軸として他にその時々で文化人などをゲストに入れるという構成である。
2024年12月26日には、路上観察学会のメンバーが学士会館に再び集い「公開シンポジウム 路上観察よ いつまでも」というイベントを開催した。

## メンバー（筑摩書房『路上観察学入門』共著執筆者、編集者）
- 藤森照信（東京建築探偵団団員、東京大学生産技術研究所教授、建築史家）
- 赤瀬川原平（画家、小説家、文筆家、『超芸術トマソン』著者）
- 南伸坊（「イラストライター」≒イラストレーター兼エッセイスト、ハリガミ研究）
- 松田哲夫（編集者〈本書中に署名文章は書いていない〉、現・筑摩書房専務取締役）
- 林丈二（マンホールの蓋観察家、路上観察家、デザイナー、作家）
- 一木努（建築破片収集家、歯科医）
- 杉浦日向子（江戸時代を舞台にした江戸風俗漫画家、江戸風俗研究家、銭湯研究）
- とり・みき（漫画家、当時エッセイ漫画『愛のさかあがり』でオジギビトを紹介していた)
- 荒俣宏（博物図鑑収集、文筆家、小説家）
- 四方田犬彦（映画・サブカルチャー評論、文筆家）
- 飯村昭彦（超芸術トマソン観測センター会員、トマソン煙突写真撮影、カメラマン）
- 鈴木剛（超芸術トマソン観測センター会長）
- 田中ちひろ（超芸術トマソン観測センター会員、ロイヤル天文同好会会長）
- 森伸之（美学校考現学教室出身、『東京女子高制服図鑑』著者）
- 堀勇良（東京建築探偵団団員、文化庁文化財部参事官調査部門主任文化財調査官、横浜市歴史的景観保全委員、建築史家）

## 「路上観察学会」編の書籍
- 赤瀬川原平、藤森照信、南伸坊編 『路上観察学入門』 筑摩書房 1986年　のちちくま文庫
- 『京都おもしろウォッチング(とんぼの本)』 新潮社 1988年9月（赤瀬川原平、藤森照信、南伸坊、林丈二、松田哲夫、井上迅（扉野良人））
- 『路上探検隊奥の細道をゆく』 宝島社 1991年7月（赤瀬川原平・藤森輝信・南伸坊・林丈二・松田哲夫・谷口英久）
- 『路上探検隊讃岐路をゆく』 宝島社 1993年4月（赤瀬川原平、藤森照信、南伸坊、林丈二、杉浦日向子）
- 『路上探検隊新サイタマ発見記』 宝島社 1993年12月（赤瀬川原平、藤森照信、南伸坊、林丈二、杉浦日向子、松田哲夫、井上迅（扉野良人）、萩原寛）
- 『路上観察華の東海道五十三次』 文藝春秋 文春文庫ビジュアル版 1998年6月（赤瀬川原平、藤森照信、南伸坊、林丈二、松田哲夫）
- 『奥の細道俳句でてくてく』 太田出版 2002年8月（赤瀬川原平、藤森照信、南伸坊、林丈二、松田哲夫、杉浦日向子）
- 『中山道俳句でぶらぶら』 太田出版 2004年5月（赤瀬川原平、藤森照信、南伸坊、林丈二、松田哲夫）
- 『昭和の東京 路上観察者の記録』 ビジネス社 2009年1月（赤瀬川原平、藤森照信、南伸坊、林丈二、松田哲夫）

## 各地域の路上観察を名乗る独自組織
- 東京大学路上観察学ゼミ 『東京銭湯博物誌』（1988年）を刊行
- おかやま路上観察学会 『岡山の路上観察: 珍々おかやま楽しみ図会』（1988年）、『岡山おもしろウォッチング：珍々おかやま楽しみ図会 その2)』（2002年）『岡山の考現学 : 街の断片調査』（2008年）を刊行
- 長崎路上観察学会 『歩き目です：長崎おもしろ探偵手帳 』（1993年）を刊行
- えひめ路上観察友の会 『街角のホームズ―えひめ面白散歩学』（2000年）を刊行

## 「路上観察」を名乗る書籍・DVD
- 路上観察ファイル 南伸坊 実業之日本社 1989年3月
- 海外路上観察学 ぼくの地球歩きノート 下川裕治 徳間書店 1991年8月
- 旅の虫眼鏡 アジア・アフリカ路上観察ノート 伊藤博幸 旅行人 2000年9月
- チョートク in 京都 with ライカM7 vol.2(路上観察編) DVD（田中長徳）2002年
- 路上観察で歩くパリ 稲葉宏爾 角川書店 2005年11月
- ストリート・ウォッチング : 路上観察と心理学的街遊びのヒント 小林茂雄, 東京都市大学小林研究室 著 誠信書房 2010年
- えひめユーモア図鑑 : ユーモア路上観察展10周年記念 乗松巖記念館「エスパス21」 企画・編集 乗松巖記念館「エスパス21」 2012
- パパのいうことを聞きなさい! : 路上観察研究日誌 1-4 松智洋 原作,宮乃ひろつぐ 漫画 集英社 2012-2015 (ヤングジャンプ・コミックス)